# مینارد جیمز کینن
مینارد جیمز کینن به (به انگلیسی: Maynard James Keenan) (زادهٔ ۱۷ آوریل ۱۹۶۴)، خواننده، آهنگساز، مشروب‌ساز، بازیگر و موسیقیدان اهل آمریکا است که همراه با آدام جونز گروه تول را تشکیل داده است. وی همزمان در گروه آ پرفکت سرکل هم عضو است و یک پروژه شخصی با نام پوسیفر هم دارد.